# Luy de Béarn
Der Luy de Béarn ist ein Fluss in Frankreich, der in der Region Nouvelle-Aquitaine verläuft. Er entspringt knapp östlich von Pau, im Gemeindegebiet von Andoins, entwässert generell in nordwestlicher Richtung durch die historische Provinz Béarn und trifft nach rund 77 Kilometern im Gemeindegebiet von Castel-Sarrazin auf den Luy de France. Gemeinsam bilden sie hier den Luy.
Auf seinem Weg durchquert der Luy de Béarn die Départements Pyrénées-Atlantiques und Landes.

## Orte am Fluss
- Serres-Morlaàs
- Buros
- Montardon
- Serres-Castet
- Sauvagnon
- Mazerolles
- Uzan
- Casteide-Candau
- Sault-de-Navailles
- Amou
- Castel-Sarrazin

## Sehenswürdigkeiten
Der Zusammenfluss liegt in der Nähe des Château de Gaujacq, einem Schloss aus dem 17. Jahrhundert, das als Monument historique registriert ist.